# Interlands Zweeds voetbalelftal 1980-1989
Deze pagina toont een chronologisch en gedetailleerd overzicht van de interlands die het Zweeds voetbalelftal heeft gespeeld in de periode 1980 – 1989.

## Interlands

### 1980
|                                                                       |                   |       | |                                                                             |
| 29 april Vriendschappelijk № 563 «onderlinge duels» 19:00 uur (UTC+2) | Zweden            | 1 – 5 | Sovjet-Unie                                                                                                  | Malmö Stadion, Malmö Toeschouwers: 10.613 Scheidsrechter: Clive White (ENG) |
| 29 april Vriendschappelijk № 563 «onderlinge duels» 19:00 uur (UTC+2) | Mats Nordgren 24' |       | 7' Sergey Andreyev 17' Joeri Gavrilov 25' Sergey Andreyev 39' (pen.) Revaz Tsjelebadze 85' Nikolay Fedorenko | Malmö Stadion, Malmö Toeschouwers: 10.613 Scheidsrechter: Clive White (ENG) |

|                                                                               |        |                     |            |                                                                               |
| 7 mei Noords Kampioenschap 1978/80 № 564 «onderlinge duels» 19:00 uur (UTC+2) | Zweden | 0 – 1               | Denemarken | Ullevi, Göteborg Toeschouwers: 20.179 Scheidsrechter: Reidar Bjørnestad (NOR) |
| 7 mei Noords Kampioenschap 1978/80 № 564 «onderlinge duels» 19:00 uur (UTC+2) |        | 13' Jens Steffensen |            | Ullevi, Göteborg Toeschouwers: 20.179 Scheidsrechter: Reidar Bjørnestad (NOR) |

|                                                                            |         |                                     |        |                                                                                   |
| 22 mei Noords Kampioenschap 1978/80 № 565 «onderlinge duels» 18:30 (UTC+2) | Finland | 0 – 2                               | Zweden | Olympisch Stadion, Helsinki Toeschouwers: 10.189 Scheidsrechter: Ib Nielsen (DEN) |
| 22 mei Noords Kampioenschap 1978/80 № 565 «onderlinge duels» 18:30 (UTC+2) |         | 6' Mats Nordgren 31' Thomas Sjöberg |        | Olympisch Stadion, Helsinki Toeschouwers: 10.189 Scheidsrechter: Ib Nielsen (DEN) |

|                                                                         |                      |       |                  |                                                                                    |
| 18 juni WK 1982 kwalificatie № 566 «onderlinge duels» 19:00 uur (UTC+2) | Zweden               | 1 – 1 | Israël           | Råsundastadion, Solna Toeschouwers: 24.711 Scheidsrechter: Martti Hirviniemi (FIN) |
| 18 juni WK 1982 kwalificatie № 566 «onderlinge duels» 19:00 uur (UTC+2) | Sten-Ove Ramberg 35' |       | 80' Gideon Damti | Råsundastadion, Solna Toeschouwers: 24.711 Scheidsrechter: Martti Hirviniemi (FIN) |

|                                                                  |                  |       |                            |                                                                                 |
| 17 juli Vriendschappelijk № 567 «onderlinge duels» 19:00 (UTC+2) | Zweden           | 1 – 1 | IJsland                    | Örjans vall, Halmstad Toeschouwers: 10.690 Scheidsrechter: Torben Månsson (DEN) |
| 17 juli Vriendschappelijk № 567 «onderlinge duels» 19:00 (UTC+2) | Rutger Backe 80' |       | 87' Guðmundur Þorbjörnsson | Örjans vall, Halmstad Toeschouwers: 10.690 Scheidsrechter: Torben Månsson (DEN) |

|                                                                          |                                           |       |        |                                                                                 |
| 20 augustus Vriendschappelijk № 568 «onderlinge duels» 18:45 uur (UTC+2) | Hongarije                                 | 2 – 0 | Zweden | Népstadion, Boedapest Toeschouwers: 18.000 Scheidsrechter: Erich Linemayr (AUT) |
| 20 augustus Vriendschappelijk № 568 «onderlinge duels» 18:45 uur (UTC+2) | Per-Olof Bild 73' (e.d.) Győző Burcsa 80' |       |        | Népstadion, Boedapest Toeschouwers: 18.000 Scheidsrechter: Erich Linemayr (AUT) |

|                                                                              |        |                     |           |                                                                               |
| 10 september WK 1982 kwalificatie № 569 «onderlinge duels» 19:00 uur (UTC+2) | Zweden | 0 – 1               | Schotland | Råsundastadion, Solna Toeschouwers: 39.831 Scheidsrechter: Franz Wöhrer (AUT) |
| 10 september WK 1982 kwalificatie № 569 «onderlinge duels» 19:00 uur (UTC+2) |        | 72' Gordon Strachan |           | Råsundastadion, Solna Toeschouwers: 39.831 Scheidsrechter: Franz Wöhrer (AUT) |

|                                                         |                                                          |       |                                        |                                                                                     |
| 24 september Vriendschappelijk № 570 «onderlinge duels» | Bulgarije                                                | 2 – 3 | Zweden                                 | 9 septemberstadion, Plovdiv Toeschouwers: 11.000 Scheidsrechter: Erkan Göksel (TUR) |
| 24 september Vriendschappelijk № 570 «onderlinge duels» | Chavdar Tsvetkov 32' Plamen Markov 49' Tord Holmgren 85' |       | 72' Sten-Ove Ramberg 74' Billy Ohlsson | 9 septemberstadion, Plovdiv Toeschouwers: 11.000 Scheidsrechter: Erkan Göksel (TUR) |

|                                                                            |                                                          |       |        |                                                                                |
| 15 oktober WK 1982 kwalificatie № 571 «onderlinge duels» 15:00 uur (UTC+1) | Noord-Ierland                                            | 3 – 0 | Zweden | Windsor Park, Belfast Toeschouwers: 18.000 Scheidsrechter: Alexis Ponnet (BEL) |
| 15 oktober WK 1982 kwalificatie № 571 «onderlinge duels» 15:00 uur (UTC+1) | Noel Brotherston 24' Sammy McIlroy 28' Jimmy Nicholl 37' |       |        | Windsor Park, Belfast Toeschouwers: 18.000 Scheidsrechter: Alexis Ponnet (BEL) |

|                                                                             |        |       |        |                                                                                        |
| 12 november WK 1982 kwalificatie № 572 «onderlinge duels» 15:00 uur (UTC+2) | Israël | 0 – 0 | Zweden | Ramat Ganstadion, Ramat Gan Toeschouwers: 37.654 Scheidsrechter: George Courtney (ENG) |
| 12 november WK 1982 kwalificatie № 572 «onderlinge duels» 15:00 uur (UTC+2) |        |       |        | Ramat Ganstadion, Ramat Gan Toeschouwers: 37.654 Scheidsrechter: George Courtney (ENG) |

### 1981
|                                                                       |           |       |                                                                                 |                                                                                 |
| 28 februari Vriendschappelijk Lahti Cup 1981 № 573 «onderlinge duels» | Noorwegen | 2 – 4 | Zweden                                                                          | Lahden Suurhalli, Lahti Toeschouwers: 1.000 Scheidsrechter: Taisto Mäkelä (FIN) |
| 28 februari Vriendschappelijk Lahti Cup 1981 № 573 «onderlinge duels» | ?         |       | 36' Torbjörn Nilsson 64' Mikael Rönnberg 71' Lennart Larsson 79' Thomas Nilsson | Lahden Suurhalli, Lahti Toeschouwers: 1.000 Scheidsrechter: Taisto Mäkelä (FIN) |

|                                                                   |                                       |       |                      |                                                                                |
| 1 maart Vriendschappelijk Lahti Cup 1981 № 574 «onderlinge duels» | Finland                               | 2 – 1 | Zweden               | Lahden Suurhalli, Lahti Toeschouwers: 1.500 Scheidsrechter: Mauri Laakso (FIN) |
| 1 maart Vriendschappelijk Lahti Cup 1981 № 574 «onderlinge duels» | Hannu Rajaniemi 5' Jukka Ikäläinen 6' |       | 21' Torbjörn Nilsson | Lahden Suurhalli, Lahti Toeschouwers: 1.500 Scheidsrechter: Mauri Laakso (FIN) |

|                                                                                |                  |       |                                           |                                                                             |
| 14 mei Noords Kampioenschap 1981/83 № 575 «onderlinge duels» 19:00 uur (UTC+2) | Zweden           | 1 – 2 | Denemarken                                | Malmö Stadion, Malmö Toeschouwers: 12.807 Scheidsrechter: Volker Roth (FRG) |
| 14 mei Noords Kampioenschap 1981/83 № 575 «onderlinge duels» 19:00 uur (UTC+2) | Bo Börjesson 75' |       | 63' Lars Bastrup 71' Preben Elkjær Larsen | Malmö Stadion, Malmö Toeschouwers: 12.807 Scheidsrechter: Volker Roth (FRG) |

|                                                                        |                       |       |               |                                                                                |
| 3 juni WK 1982 kwalificatie № 576 «onderlinge duels» 19:00 uur (UTC+2) | Zweden                | 1 – 0 | Noord-Ierland | Råsundastadion, Solna Toeschouwers: 21.431 Scheidsrechter: Paolo Bergamo (ITA) |
| 3 juni WK 1982 kwalificatie № 576 «onderlinge duels» 19:00 uur (UTC+2) | Hasse Borg 48' (pen.) |       |               | Råsundastadion, Solna Toeschouwers: 21.431 Scheidsrechter: Paolo Bergamo (ITA) |

|                                                                         |                                                   |       |          |                                                                                     |
| 24 juni WK 1982 kwalificatie № 577 «onderlinge duels» 19:00 uur (UTC+2) | Zweden                                            | 3 – 0 | Portugal | Råsundastadion, Solna Toeschouwers: 34.531 Scheidsrechter: Anatoliy Milchenko (URS) |
| 24 juni WK 1982 kwalificatie № 577 «onderlinge duels» 19:00 uur (UTC+2) | Bo Börjesson 39' Glenn Hysén 58' Jan Svensson 73' |       |          | Råsundastadion, Solna Toeschouwers: 34.531 Scheidsrechter: Anatoliy Milchenko (URS) |

|                                                               |                           |       |         |                                                                              |
| 29 juli Noords Kampioenschap 1981/83 № 578 «onderlinge duels» | Zweden                    | 1 – 0 | Finland | Örjans vall, Halmstad Toeschouwers: 9.595 Scheidsrechter: Ole Amundsen (DEN) |
| 29 juli Noords Kampioenschap 1981/83 № 578 «onderlinge duels» | Karl-Gunnar Bjørklund 16' |       |         | Örjans vall, Halmstad Toeschouwers: 9.595 Scheidsrechter: Ole Amundsen (DEN) |

|                                                                          |                    |       |           |                                                                                      |
| 12 augustus Vriendschappelijk № 579 «onderlinge duels» 19:00 uur (UTC+2) | Zweden             | 1 – 0 | Bulgarije | Rimnersvallen, Uddevalla Toeschouwers: 7.561 Scheidsrechter: Reidar Bjørnestad (NOR) |
| 12 augustus Vriendschappelijk № 579 «onderlinge duels» 19:00 uur (UTC+2) | Thomas Sjöberg 74' |       |           | Rimnersvallen, Uddevalla Toeschouwers: 7.561 Scheidsrechter: Reidar Bjørnestad (NOR) |

|                                                                             |                                          |       |        |                                                                              |
| 9 september WK 1982 kwalificatie № 580 «onderlinge duels» 20:00 uur (UTC+1) | Schotland                                | 2 – 0 | Zweden | Hampden Park, Glasgow Toeschouwers: 81.511 Scheidsrechter: André Daina (SUI) |
| 9 september WK 1982 kwalificatie № 580 «onderlinge duels» 20:00 uur (UTC+1) | Joe Jordan 21' John Robertson 80' (pen.) |       |        | Hampden Park, Glasgow Toeschouwers: 81.511 Scheidsrechter: André Daina (SUI) |

|                                                                           |                                       |       |                    |                                                                                                   |
| 23 september Vriendschappelijk № 581 «onderlinge duels» 16:30 uur (UTC+3) | Griekenland                           | 2 – 1 | Zweden             | Kleanthis Vikelidisstadion, Thessaloniki Toeschouwers: 10.000 Scheidsrechter: Romeo Stâncan (ROU) |
| 23 september Vriendschappelijk № 581 «onderlinge duels» 16:30 uur (UTC+3) | Nikos Anastopoulos 7' Dinos Kouis 72' |       | 26' Thomas Larsson | Kleanthis Vikelidisstadion, Thessaloniki Toeschouwers: 10.000 Scheidsrechter: Romeo Stâncan (ROU) |

|                                                                          |                      |       |                                     |                                                                                 |
| 14 oktober WK 1982 kwalificatie № 582 «onderlinge duels» 21:30 uur (UTC) | Portugal             | 1 – 2 | Zweden                              | Estádio da Luz, Lissabon Toeschouwers: 75.000 Scheidsrechter: Ron Bridges (WAL) |
| 14 oktober WK 1982 kwalificatie № 582 «onderlinge duels» 21:30 uur (UTC) | Minervino Pietra 64' |       | 39' Thomas Larsson 89' Tony Persson | Estádio da Luz, Lissabon Toeschouwers: 75.000 Scheidsrechter: Ron Bridges (WAL) |

|                                                       |               |       |                                       |                                                                                                 |
| 28 oktober Vriendschappelijk № 583 «onderlinge duels» | Saoedi-Arabië | 1 – 2 | Zweden                                | Prins Faisal bin Fahdstadion, Riyad Toeschouwers: 30.000 Scheidsrechter: Fahad Al Dahmash (KSA) |
| 28 oktober Vriendschappelijk № 583 «onderlinge duels» | ?             |       | 23' Thomas Larsson 83' Thomas Larsson | Prins Faisal bin Fahdstadion, Riyad Toeschouwers: 30.000 Scheidsrechter: Fahad Al Dahmash (KSA) |

### 1982
|                                                        |                                           |       |                                                      |                                                                                     |
| 20 februari Vriendschappelijk № 584 «onderlinge duels» | Finland                                   | 2 – 2 | Zweden                                               | Lahden Suurhalli, Lahti Toeschouwers: 1.000 Scheidsrechter: Reidar Bjørnestad (NOR) |
| 20 februari Vriendschappelijk № 584 «onderlinge duels» | Pasi Jaakonsaari ??' Pasi Jaakonsaari ??' |       | 9' (pen.) Thomas Ahlström 43' (pen.) Thomas Ahlström | Lahden Suurhalli, Lahti Toeschouwers: 1.000 Scheidsrechter: Reidar Bjørnestad (NOR) |

|                                                        |                                          |       |                           |                                                                                     |
| 21 februari Vriendschappelijk № 585 «onderlinge duels» | Finland                                  | 2 – 1 | Zweden                    | Lahden Suurhalli, Lahti Toeschouwers: 1.500 Scheidsrechter: Reidar Bjørnestad (NOR) |
| 21 februari Vriendschappelijk № 585 «onderlinge duels» | Pasi Jaakonsaari ??' Jukka Ikäläinen ??' |       | 69' (pen.) Sven Dahlqvist | Lahden Suurhalli, Lahti Toeschouwers: 1.500 Scheidsrechter: Reidar Bjørnestad (NOR) |

|                                                                               |                   |       |                    |                                                                                |
| 5 mei Noords Kampioenschap 1981/83 № 586 «onderlinge duels» 19:00 uur (UTC+2) | Denemarken        | 1 – 1 | Zweden             | Idrætsparken, Kopenhagen Toeschouwers: 15.300 Scheidsrechter: Rolf Nyhus (NOR) |
| 5 mei Noords Kampioenschap 1981/83 № 586 «onderlinge duels» 19:00 uur (UTC+2) | Frank Arnesen 83' |       | 68' Thomas Larsson | Idrætsparken, Kopenhagen Toeschouwers: 15.300 Scheidsrechter: Rolf Nyhus (NOR) |

|                                                                 |                                      |       |                                          |                                                                             |
| 19 mei Vriendschappelijk № 587 «onderlinge duels» 19:00 (UTC+2) | Zweden                               | 2 – 2 | DDR                                      | Örjans vall, Halmstad Toeschouwers: 2.000 Scheidsrechter: Rolf Haugen (NOR) |
| 19 mei Vriendschappelijk № 587 «onderlinge duels» 19:00 (UTC+2) | Tony Persson 60' Lennart Larsson 78' |       | 44' Rainer Jarohs 64' Hans-Jürgen Dörner | Örjans vall, Halmstad Toeschouwers: 2.000 Scheidsrechter: Rolf Haugen (NOR) |

|                                                                     |                   |       |                  |                                                                                 |
| 3 juni Vriendschappelijk № 588 «onderlinge duels» 19:00 uur (UTC+2) | Zweden            | 1 – 1 | Sovjet-Unie      | Råsundastadion, Solna Toeschouwers: 12.739 Scheidsrechter: Torben Månsson (DEN) |
| 3 juni Vriendschappelijk № 588 «onderlinge duels» 19:00 uur (UTC+2) | Björn Nilsson 85' |       | 50' Oleh Blochin | Råsundastadion, Solna Toeschouwers: 12.739 Scheidsrechter: Torben Månsson (DEN) |

|                                                                                     |              |       |        |                                                                               |
| 11 augustus Noords Kampioenschap 1981/83 № 589 «onderlinge duels» 19:00 uur (UTC+2) | Noorwegen    | 1 – 0 | Zweden | Ullevaalstadion, Oslo Toeschouwers: 22.403 Scheidsrechter: Ole Amundsen (DEN) |
| 11 augustus Noords Kampioenschap 1981/83 № 589 «onderlinge duels» 19:00 uur (UTC+2) | Tom Lund 54' |       |        | Ullevaalstadion, Oslo Toeschouwers: 22.403 Scheidsrechter: Ole Amundsen (DEN) |

|                                                                             |                                   |       |        |                                                                                           |
| 8 september EK 1984 kwalificatie № 590 «onderlinge duels» 20:30 uur (UTC+2) | Roemenië                          | 2 – 0 | Zweden | Stadionul 23 August, Boekarest Toeschouwers: 24.031 Scheidsrechter: Edvard Šoštarič (YUG) |
| 8 september EK 1984 kwalificatie № 590 «onderlinge duels» 20:30 uur (UTC+2) | Ioan Andone 25' Michael Klein 47' |       |        | Stadionul 23 August, Boekarest Toeschouwers: 24.031 Scheidsrechter: Edvard Šoštarič (YUG) |

|                                                                           |                                   |       |                                    |                                                                                   |
| 6 oktober EK 1984 kwalificatie № 591 «onderlinge duels» 17:00 uur (UTC+1) | Tsjecho-Slowakije                 | 2 – 2 | Zweden                             | Tehelné pole, Bratislava Toeschouwers: 14.977 Scheidsrechter: Bob Valentine (SCO) |
| 6 oktober EK 1984 kwalificatie № 591 «onderlinge duels» 17:00 uur (UTC+1) | Petr Janečka 47' Petr Janečka 53' |       | 89' Mats Jingblad 90' Ulf Eriksson | Tehelné pole, Bratislava Toeschouwers: 14.977 Scheidsrechter: Bob Valentine (SCO) |

|                                                                             |        |                      |        |                                                                                |
| 13 november EK 1984 kwalificatie № 592 «onderlinge duels» 17:00 uur (UTC+2) | Cyprus | 0 – 1                | Zweden | Makariostadion, Nicosia Toeschouwers: 6.155 Scheidsrechter: Neil Midgley (ENG) |
| 13 november EK 1984 kwalificatie № 592 «onderlinge duels» 17:00 uur (UTC+2) |        | 34' Dan Corneliusson |        | Makariostadion, Nicosia Toeschouwers: 6.155 Scheidsrechter: Neil Midgley (ENG) |

### 1983
|                                                                       |           |                                                                   |        |                                                                                          |
| 27 april Vriendschappelijk № 593 «onderlinge duels» 20:00 uur (UTC+2) | Nederland | 0 – 3                                                             | Zweden | Stadion Nieuw Galgenwaard, Utrecht Toeschouwers: 9.000 Scheidsrechter: Volker Roth (FRG) |
| 27 april Vriendschappelijk № 593 «onderlinge duels» 20:00 uur (UTC+2) |           | 12' Dan Corneliusson 29' (pen.) Robert Prytz 68' Dan Corneliusson |        | Stadion Nieuw Galgenwaard, Utrecht Toeschouwers: 9.000 Scheidsrechter: Volker Roth (FRG) |

|                                                                        |                                                                                            |       |        |                                                                                  |
| 15 mei EK 1984 kwalificatie № 594 «onderlinge duels» 18:00 uur (UTC+2) | Zweden                                                                                     | 5 – 0 | Cyprus | Malmö Stadion, Malmö Toeschouwers: 19.801 Scheidsrechter: Juhani Smolander (FIN) |
| 15 mei EK 1984 kwalificatie № 594 «onderlinge duels» 18:00 uur (UTC+2) | Robert Prytz 53' Dan Corneliusson 57' Glenn Hysén 61' Andreas Ravelli 72' Robert Prytz 76' |       |        | Malmö Stadion, Malmö Toeschouwers: 19.801 Scheidsrechter: Juhani Smolander (FIN) |

|                                                                        |                                        |       |        |                                                                               |
| 29 mei EK 1984 kwalificatie № 595 «onderlinge duels» 18:00 uur (UTC+2) | Zweden                                 | 2 – 0 | Italië | Ullevi, Göteborg Toeschouwers: 32.860 Scheidsrechter: Walter Eschweiler (FRG) |
| 29 mei EK 1984 kwalificatie № 595 «onderlinge duels» 18:00 uur (UTC+2) | Håkan Sandberg 32' Glenn Strömberg 56' |       |        | Ullevi, Göteborg Toeschouwers: 32.860 Scheidsrechter: Walter Eschweiler (FRG) |

|                                                                        |        |                     |          |                                                                               |
| 9 juni EK 1984 kwalificatie № 596 «onderlinge duels» 19:00 uur (UTC+2) | Zweden | 0 – 1               | Roemenië | Råsundastadion, Solna Toeschouwers: 31.474 Scheidsrechter: Adolf Prokop (DDR) |
| 9 juni EK 1984 kwalificatie № 596 «onderlinge duels» 19:00 uur (UTC+2) |        | 29' Rodion Cămătaru |          | Råsundastadion, Solna Toeschouwers: 31.474 Scheidsrechter: Adolf Prokop (DDR) |

|                                                                      |                                                           |       |                                                     |                                                                                   |
| 22 juni Vriendschappelijk № 597 «onderlinge duels» 19:00 uur (UTC+2) | Zweden                                                    | 3 – 3 | Brazilië                                            | Ullevi, Göteborg Toeschouwers: 43.172 Scheidsrechter: Henning Lund Sørensen (DEN) |
| 22 juni Vriendschappelijk № 597 «onderlinge duels» 19:00 uur (UTC+2) | Dan Corneliusson 14' Glenn Hysén 18' Dan Corneliusson 33' |       | 6' Marcio Rossini 22' Careca 76' Jorginho Putinatti | Ullevi, Göteborg Toeschouwers: 43.172 Scheidsrechter: Henning Lund Sørensen (DEN) |

|                                                                    |         |                                                                                   |        |                                                                                        |
| 17 augustus Vriendschappelijk № 598 «onderlinge duels» 19:00 (UTC) | IJsland | 0 – 4                                                                             | Zweden | Laugardalsvöllur, Reykjavik Toeschouwers: 2.020 Scheidsrechter: David Richardson (ENG) |
| 17 augustus Vriendschappelijk № 598 «onderlinge duels» 19:00 (UTC) |         | 4' Mats Jingblad 19' Sten-Ove Ramberg 28' Glenn Hysén 82' (pen.) Stig Fredriksson |        | Laugardalsvöllur, Reykjavik Toeschouwers: 2.020 Scheidsrechter: David Richardson (ENG) |

|                                                                                 |         |                                                     |        |                                                                                         |
| 7 september Noords Kampioenschap 1981/83 № 599 «onderlinge duels» 18:30 (UTC+3) | Finland | 0 – 3                                               | Zweden | Olympisch Stadion, Helsinki Toeschouwers: 8.513 Scheidsrechter: Erik Steen Jensen (DEN) |
| 7 september Noords Kampioenschap 1981/83 № 599 «onderlinge duels» 18:30 (UTC+3) |         | 1' Ulf Eriksson 3' Thomas Sunesson 23' Ulf Eriksson |        | Olympisch Stadion, Helsinki Toeschouwers: 8.513 Scheidsrechter: Erik Steen Jensen (DEN) |

|                                                                              |                      |       |                   |                                                                                 |
| 21 september EK 1984 kwalificatie № 600 «onderlinge duels» 19:00 uur (UTC+2) | Zweden               | 1 – 0 | Tsjecho-Slowakije | Råsundastadion, Solna Toeschouwers: 20.546 Scheidsrechter: Michel Vautrot (FRA) |
| 21 september EK 1984 kwalificatie № 600 «onderlinge duels» 19:00 uur (UTC+2) | Dan Corneliusson 13' |       |                   | Råsundastadion, Solna Toeschouwers: 20.546 Scheidsrechter: Michel Vautrot (FRA) |

|                                                                            |        |                                                             |        |                                                                                    |
| 15 oktober EK 1984 kwalificatie № 601 «onderlinge duels» 15:00 uur (UTC+1) | Italië | 0 – 3                                                       | Zweden | Stadio San Paolo, Napels Toeschouwers: 73.438 Scheidsrechter: García Carrión (ESP) |
| 15 oktober EK 1984 kwalificatie № 601 «onderlinge duels» 15:00 uur (UTC+1) |        | 20' Glenn Strömberg 27' Glenn Strömberg 71' Thomas Sunesson |        | Stadio San Paolo, Napels Toeschouwers: 73.438 Scheidsrechter: García Carrión (ESP) |

|                                                                          |                |                                                                                              |        |                                                                                        |
| 16 november Vriendschappelijk № 602 «onderlinge duels» 20:00 uur (UTC−4) | Trinidad en T. | 0 – 5                                                                                        | Zweden | Queen's Park Oval, Port of Spain Toeschouwers: 7.000 Scheidsrechter: Trevor Dyer (TRI) |
| 16 november Vriendschappelijk № 602 «onderlinge duels» 20:00 uur (UTC−4) |                | 14' Sven Dahlkvist 48' Mats Jingblad 54' Mats Jingblad 77' Thomas Sunesson 88' Mats Jingblad |        | Queen's Park Oval, Port of Spain Toeschouwers: 7.000 Scheidsrechter: Trevor Dyer (TRI) |

|                                                        |          |                                                                          |        |                                                                                         |
| 19 november Vriendschappelijk № 603 «onderlinge duels» | Barbados | 0 – 4                                                                    | Zweden | Nationaal Stadion, Bridgetown Toeschouwers: 4.000 Scheidsrechter: Frederick Hoyte (BAR) |
| 19 november Vriendschappelijk № 603 «onderlinge duels» |          | 23' Sven Dahlkvist 75' Mats Jingblad 80' Mats Jingblad 85' Mats Jingblad |        | Nationaal Stadion, Bridgetown Toeschouwers: 4.000 Scheidsrechter: Frederick Hoyte (BAR) |

|                                                                          |                                 |       |        | |
| 22 november Vriendschappelijk № 604 «onderlinge duels» 14:00 uur (UTC−6) | Mexico                          | 2 – 0 | Zweden | Estadio Venustiano Carranza, Morelia Toeschouwers: 22.000 Scheidsrechter: Jorge Alberto Leanza (MEX) |
| 22 november Vriendschappelijk № 604 «onderlinge duels» 14:00 uur (UTC−6) | Mario Díaz 83' Frank Chavez 90' |       |        | Estadio Venustiano Carranza, Morelia Toeschouwers: 22.000 Scheidsrechter: Jorge Alberto Leanza (MEX) |

### 1984
|                                                        |                                                                              |       |                  |                                                                             |
| 23 februari Vriendschappelijk № 605 «onderlinge duels» | Zweden                                                                       | 4 – 0 | Verenigde Staten | Tippshallen, Jönköping Toeschouwers: 3.800 Scheidsrechter: Ib Nielsen (DEN) |
| 23 februari Vriendschappelijk № 605 «onderlinge duels» | Sven Dahlkvist 25' Thomas Sunesson 70' Håkan Sandberg 83' Håkan Sandberg 88' |       |                  | Tippshallen, Jönköping Toeschouwers: 3.800 Scheidsrechter: Ib Nielsen (DEN) |

|                                                                    |             |       |        |                                                                     |
| 2 mei Vriendschappelijk № 606 «onderlinge duels» 20:00 uur (UTC+2) | Zwitserland | 0 – 0 | Zweden | Wankdorf, Bern Toeschouwers: 8.500 Scheidsrechter: Zvi Sharir (ISR) |
| 2 mei Vriendschappelijk № 606 «onderlinge duels» 20:00 uur (UTC+2) |             |       |        | Wankdorf, Bern Toeschouwers: 8.500 Scheidsrechter: Zvi Sharir (ISR) |

|                                                                    |                                                                                           |       |       |                                                                                 |
| 23 mei WK 1986 kwalificatie № 607 «onderlinge duels» 19:00 (UTC+2) | Zweden                                                                                    | 4 – 0 | Malta | Idrottsparken, Norrköping Toeschouwers: 18.819 Scheidsrechter: David Syme (SCO) |
| 23 mei WK 1986 kwalificatie № 607 «onderlinge duels» 19:00 (UTC+2) | Thomas Sunesson 4' Dan Corneliusson 37' Ingemar Erlandsson 70' (pen.) Thomas Sunesson 75' |       |       | Idrottsparken, Norrköping Toeschouwers: 18.819 Scheidsrechter: David Syme (SCO) |

|                                                                     |        |                          |            |                                                                         |
| 6 juni Vriendschappelijk № 608 «onderlinge duels» 19:00 uur (UTC+2) | Zweden | 0 – 1                    | Denemarken | Ullevi, Göteborg Toeschouwers: 24.388 Scheidsrechter: Einar Halle (NOR) |
| 6 juni Vriendschappelijk № 608 «onderlinge duels» 19:00 uur (UTC+2) |        | 45' Preben Elkjær Larsen |            | Ullevi, Göteborg Toeschouwers: 24.388 Scheidsrechter: Einar Halle (NOR) |

|                                                        |                         |       |                    |                                                                                 |
| 22 augustus Vriendschappelijk № 609 «onderlinge duels» | Zweden                  | 1 – 1 | Mexico             | Malmö Stadion, Malmö Toeschouwers: 15.918 Scheidsrechter: Klaus Scheurell (DDR) |
| 22 augustus Vriendschappelijk № 609 «onderlinge duels» | Robert Prytz 54' (pen.) |       | 52' Javier Aguirre | Malmö Stadion, Malmö Toeschouwers: 15.918 Scheidsrechter: Klaus Scheurell (DDR) |

|                                                                              |        |                    |          |                                                                               |
| 12 september WK 1986 kwalificatie № 610 «onderlinge duels» 19:00 uur (UTC+2) | Zweden | 0 – 1              | Portugal | Råsundastadion, Solna Toeschouwers: 30.136 Scheidsrechter: Joël Quiniou (FRA) |
| 12 september WK 1986 kwalificatie № 610 «onderlinge duels» 19:00 uur (UTC+2) |        | 79' Fernando Gomes |          | Råsundastadion, Solna Toeschouwers: 30.136 Scheidsrechter: Joël Quiniou (FRA) |

|                                                                           |                    |       |        |                                                                             |
| 26 september Vriendschappelijk № 611 «onderlinge duels» 20:45 uur (UTC+2) | Italië             | 1 – 0 | Zweden | San Siro, Milaan Toeschouwers: 25.000 Scheidsrechter: Horst Brummeier (AUT) |
| 26 september Vriendschappelijk № 611 «onderlinge duels» 20:45 uur (UTC+2) | Antonio Cabrini 2' |       |        | San Siro, Milaan Toeschouwers: 25.000 Scheidsrechter: Horst Brummeier (AUT) |

|                                                                            |                                        |       |        |                                                                                       |
| 17 oktober WK 1986 kwalificatie № 612 «onderlinge duels» 20:15 uur (UTC+1) | West-Duitsland                         | 2 – 0 | Zweden | Müngersdorferstadion, Keulen Toeschouwers: 61.188 Scheidsrechter: Bob Valentine (SCO) |
| 17 oktober WK 1986 kwalificatie № 612 «onderlinge duels» 20:15 uur (UTC+1) | Uwe Rahn 75' Karl-Heinz Rummenigge 88' |       |        | Müngersdorferstadion, Keulen Toeschouwers: 61.188 Scheidsrechter: Bob Valentine (SCO) |

|                                                                           |                |       |                                                               |                                                                                            |
| 14 november WK 1986 kwalificatie № 613 «onderlinge duels» 20:45 uur (UTC) | Portugal       | 1 – 3 | Zweden                                                        | Estádio José Alvalade, Lissabon Toeschouwers: 21.089 Scheidsrechter: Roger Schoeters (BEL) |
| 14 november WK 1986 kwalificatie № 613 «onderlinge duels» 20:45 uur (UTC) | Rui Jordão 12' |       | 26' (pen.) Robert Prytz 34' Robert Prytz 38' Torbjörn Nilsson | Estádio José Alvalade, Lissabon Toeschouwers: 21.089 Scheidsrechter: Roger Schoeters (BEL) |

### 1985
|                                                  |               |       |                  |                                                                                    |
| 1 mei Vriendschappelijk № 614 «onderlinge duels» | Israël        | 1 – 1 | Zweden           | Ramat Ganstadion, Ramat Gan Toeschouwers: 6.727 Scheidsrechter: Dan Petrescu (ROU) |
| 1 mei Vriendschappelijk № 614 «onderlinge duels» | Eli Ohana 34' |       | 31' Robert Prytz | Ramat Ganstadion, Ramat Gan Toeschouwers: 6.727 Scheidsrechter: Dan Petrescu (ROU) |

|                                                                                |                         |       |           |                                                                                   |
| 22 mei Noords Kampioenschap 1981/83 № 615 «onderlinge duels» 19:00 uur (UTC+2) | Zweden                  | 1 – 0 | Noorwegen | Ullevi, Göteborg Toeschouwers: 12.123 Scheidsrechter: Henning Lund Sørensen (DEN) |
| 22 mei Noords Kampioenschap 1981/83 № 615 «onderlinge duels» 19:00 uur (UTC+2) | Robert Prytz 86' (pen.) |       |           | Ullevi, Göteborg Toeschouwers: 12.123 Scheidsrechter: Henning Lund Sørensen (DEN) |

|                                                                        |                                   |       |                   |                                                                                 |
| 5 juni WK 1986 kwalificatie № 616 «onderlinge duels» 19:00 uur (UTC+2) | Zweden                            | 2 – 0 | Tsjecho-Slowakije | Råsundastadion, Solna Toeschouwers: 33.981 Scheidsrechter: Éamonn Farrell (IRL) |
| 5 juni WK 1986 kwalificatie № 616 «onderlinge duels» 19:00 uur (UTC+2) | Robert Prytz 77' Lars Larsson 85' |       |                   | Råsundastadion, Solna Toeschouwers: 33.981 Scheidsrechter: Éamonn Farrell (IRL) |

|                                                                      |                     |       |       |                                                                             |
| 21 augustus Vriendschappelijk № 617 «onderlinge duels» 19:00 (UTC+2) | Zweden              | 1 – 0 | Polen | Malmö Stadion, Malmö Toeschouwers: 13.000 Scheidsrechter: Einar Halle (NOR) |
| 21 augustus Vriendschappelijk № 617 «onderlinge duels» 19:00 (UTC+2) | Andreas Ravelli 74' |       |       | Malmö Stadion, Malmö Toeschouwers: 13.000 Scheidsrechter: Einar Halle (NOR) |

|                                                                           |            |                                                          |        |                                                                                 |
| 11 september Vriendschappelijk № 618 «onderlinge duels» 19:00 uur (UTC+2) | Denemarken | 0 – 3                                                    | Zweden | Idrætsparken, Kopenhagen Toeschouwers: 44.500 Scheidsrechter: Rolf Haugen (NOR) |
| 11 september Vriendschappelijk № 618 «onderlinge duels» 19:00 uur (UTC+2) |            | 31' Robert Prytz 68' Dan Corneliusson 86' Mats Magnusson |        | Idrætsparken, Kopenhagen Toeschouwers: 44.500 Scheidsrechter: Rolf Haugen (NOR) |

|                                                                              |                                         |       |                                     |                                                                                        |
| 25 september WK 1986 kwalificatie № 619 «onderlinge duels» 19:00 uur (UTC+2) | Zweden                                  | 2 – 2 | West-Duitsland                      | Råsundastadion, Solna Toeschouwers: 39.157 Scheidsrechter: Marcel Van Langenhove (BEL) |
| 25 september WK 1986 kwalificatie № 619 «onderlinge duels» 19:00 uur (UTC+2) | Dan Corneliusson 63' Mats Magnusson 90' |       | 23' Rudi Völler 40' Matthias Herget | Råsundastadion, Solna Toeschouwers: 39.157 Scheidsrechter: Marcel Van Langenhove (BEL) |

|                                                                            |                                               |       |                     |                                                                                          |
| 16 oktober WK 1986 kwalificatie № 620 «onderlinge duels» 17:00 uur (UTC+1) | Tsjecho-Slowakije                             | 2 – 1 | Zweden              | Stadion Evžena Rošického, Praag Toeschouwers: 6.689 Scheidsrechter: Georges Sandoz (SUI) |
| 16 oktober WK 1986 kwalificatie № 620 «onderlinge duels» 17:00 uur (UTC+1) | Andreas Ravelli 41' (e.d.) Ladislav Vízek 69' |       | 7' Dan Corneliusson | Stadion Evžena Rošického, Praag Toeschouwers: 6.689 Scheidsrechter: Georges Sandoz (SUI) |

|                                                                         |                      |       |                                     |                                                                                   |
| 17 november WK 1986 kwalificatie № 621 «onderlinge duels» 14:00 (UTC+1) | Malta                | 1 – 2 | Zweden                              | Ta' Qalistadion, Ta' Qali Toeschouwers: 6.000 Scheidsrechter: Yusuf Namoglu (TUR) |
| 17 november WK 1986 kwalificatie № 621 «onderlinge duels» 14:00 (UTC+1) | Leonard Farrugia 65' |       | 2' Robert Prytz 76' Glenn Strömberg | Ta' Qalistadion, Ta' Qali Toeschouwers: 6.000 Scheidsrechter: Yusuf Namoglu (TUR) |

### 1986
|                                                                    |        |       |             |                                                                             |
| 1 mei Vriendschappelijk № 622 «onderlinge duels» 18:00 uur (UTC+2) | Zweden | 0 – 0 | Griekenland | Malmö Stadion, Malmö Toeschouwers: 9.944 Scheidsrechter: Torbjørn Aas (NOR) |
| 1 mei Vriendschappelijk № 622 «onderlinge duels» 18:00 uur (UTC+2) |        |       |             | Malmö Stadion, Malmö Toeschouwers: 9.944 Scheidsrechter: Torbjørn Aas (NOR) |

|                                                                     |                      |       |        |                                                                                      |
| 14 mei Vriendschappelijk № 623 «onderlinge duels» 18:30 uur (UTC+2) | Oostenrijk           | 1 – 0 | Zweden | Lehenstadion, Salzburg Toeschouwers: 12.500 Scheidsrechter: Henk van Ettekoven (NED) |
| 14 mei Vriendschappelijk № 623 «onderlinge duels» 18:30 uur (UTC+2) | Reinhard Kienast 51' |       |        | Lehenstadion, Salzburg Toeschouwers: 12.500 Scheidsrechter: Henk van Ettekoven (NED) |

|                                                                     |                   |       |                                                             |                                                                                   |
| 6 augustus Vriendschappelijk № 624 «onderlinge duels» 19:00 (UTC+3) | Finland           | 1 – 3 | Zweden                                                      | Olympisch Stadion, Helsinki Toeschouwers: 7.040 Scheidsrechter: Einar Halle (NOR) |
| 6 augustus Vriendschappelijk № 624 «onderlinge duels» 19:00 (UTC+3) | Mika Lipponen 60' |       | 23' Robert Prytz 33' Johnny Ekström 35' (pen.) Robert Prytz | Olympisch Stadion, Helsinki Toeschouwers: 7.040 Scheidsrechter: Einar Halle (NOR) |

|                                                                          |        |       |             |                                                                          |
| 20 augustus Vriendschappelijk № 625 «onderlinge duels» 19:00 uur (UTC+2) | Zweden | 0 – 0 | Sovjet-Unie | Ullevi, Göteborg Toeschouwers: 13.043 Scheidsrechter: Jan Damgaard (DEN) |
| 20 augustus Vriendschappelijk № 625 «onderlinge duels» 19:00 uur (UTC+2) |        |       |             | Ullevi, Göteborg Toeschouwers: 13.043 Scheidsrechter: Jan Damgaard (DEN) |

|                                                                           |                    |       |          |                                                                                      |
| 10 september Vriendschappelijk № 626 «onderlinge duels» 19:00 uur (UTC+2) | Zweden             | 1 – 0 | Engeland | Råsunda Stadion, Stockholm Toeschouwers: 15.646 Scheidsrechter: Werner Föckler (FRG) |
| 10 september Vriendschappelijk № 626 «onderlinge duels» 19:00 uur (UTC+2) | Johnny Ekström 49' |       |          | Råsunda Stadion, Stockholm Toeschouwers: 15.646 Scheidsrechter: Werner Föckler (FRG) |

|                                                                              |                                     |       |             |                                                                                           |
| 24 september EK 1988 kwalificatie № 627 «onderlinge duels» 19:00 uur (UTC+2) | Zweden                              | 2 – 0 | Zwitserland | Råsunda Fotbollstadion, Solna Toeschouwers: 26.489 Scheidsrechter: Vojtech Christov (CZE) |
| 24 september EK 1988 kwalificatie № 627 «onderlinge duels» 19:00 uur (UTC+2) | Johny Ekström 19' Johny Ekström 79' |       |             | Råsunda Fotbollstadion, Solna Toeschouwers: 26.489 Scheidsrechter: Vojtech Christov (CZE) |

|                                                                          |                 |       |                     |                                                                                   |
| 12 oktober EK 1988 kwalificatie № 628 «onderlinge duels» 15:00 uur (UTC) | Portugal        | 1 – 1 | Zweden              | Estádio Nacional, Oeiras Toeschouwers: 19.775 Scheidsrechter: Keith Hackett (ENG) |
| 12 oktober EK 1988 kwalificatie № 628 «onderlinge duels» 15:00 uur (UTC) | José Coelho 66' |       | 50' Glenn Strömberg | Estádio Nacional, Oeiras Toeschouwers: 19.775 Scheidsrechter: Keith Hackett (ENG) |

|                                                                         |       |                                                                                              |        |                                                                                    |
| 16 november EK 1988 kwalificatie № 629 «onderlinge duels» 14:30 (UTC+1) | Malta | 0 – 5                                                                                        | Zweden | Ta' Qalistadion, Ta' Qali Toeschouwers: 8.311 Scheidsrechter: Lajos Hartmann (HUN) |
| 16 november EK 1988 kwalificatie № 629 «onderlinge duels» 14:30 (UTC+1) |       | 38' Glenn Hysén 67' Mats Magnusson 69' Stig Fredriksson 81' Johnny Ekström 84' Anders Palmer |        | Ta' Qalistadion, Ta' Qali Toeschouwers: 8.311 Scheidsrechter: Lajos Hartmann (HUN) |

### 1987
|                                                                       |                       |       |                                                         |                                                                                       |
| 18 april Vriendschappelijk № 630 «onderlinge duels» 16:00 uur (UTC+5) | Sovjet-Unie           | 1 – 3 | Zweden                                                  | Dinamostadion, Tbilisi Toeschouwers: 27.500 Scheidsrechter: Tadeusz Diakonowicz (POL) |
| 18 april Vriendschappelijk № 630 «onderlinge duels» 16:00 uur (UTC+5) | Peter Lönn 68' (e.d.) |       | 63' Anders Limpar 66' Mats Magnusson 70' Mats Magnusson | Dinamostadion, Tbilisi Toeschouwers: 27.500 Scheidsrechter: Tadeusz Diakonowicz (POL) |

|                                                                    |                    |       |       |                                                                           |
| 24 mei EK 1988 kwalificatie № 631 «onderlinge duels» 18:00 (UTC+2) | Zweden             | 1 – 0 | Malta | Nya Ullevi, Göteborg Toeschouwers: 16.165 Scheidsrechter: Kaj Natri (FIN) |
| 24 mei EK 1988 kwalificatie № 631 «onderlinge duels» 18:00 (UTC+2) | Johnny Ekström 13' |       |       | Nya Ullevi, Göteborg Toeschouwers: 16.165 Scheidsrechter: Kaj Natri (FIN) |

|                                                                        |                   |       |        |                                                                               |
| 3 juni EK 1988 kwalificatie № 632 «onderlinge duels» 19:00 uur (UTC+2) | Zweden            | 1 – 0 | Italië | Råsundastadion, Solna Toeschouwers: 40.070 Scheidsrechter: Dieter Pauly (FRG) |
| 3 juni EK 1988 kwalificatie № 632 «onderlinge duels» 19:00 uur (UTC+2) | Peter Larsson 25' |       |        | Råsundastadion, Solna Toeschouwers: 40.070 Scheidsrechter: Dieter Pauly (FRG) |

|                                                                         |                  |       |                   |                                                                                   |
| 17 juni EK 1988 kwalificatie № 633 «onderlinge duels» 20:00 uur (UTC+2) | Zwitserland      | 1 – 1 | Zweden            | Stade Olympique, Lausanne Toeschouwers: 7.000 Scheidsrechter: Gerard Geurds (NED) |
| 17 juni EK 1988 kwalificatie № 633 «onderlinge duels» 20:00 uur (UTC+2) | André Halter 58' |       | 60' Johny Ekström | Stade Olympique, Lausanne Toeschouwers: 7.000 Scheidsrechter: Gerard Geurds (NED) |

|                                                                          |           |       |        |                                                                            |
| 12 augustus Vriendschappelijk № 634 «onderlinge duels» 19:00 uur (UTC+2) | Noorwegen | 0 – 0 | Zweden | Ullevaalstadion, Oslo Toeschouwers: 22.237 Scheidsrechter: Esa Palsi (EST) |
| 12 augustus Vriendschappelijk № 634 «onderlinge duels» 19:00 uur (UTC+2) |           |       |        | Ullevaalstadion, Oslo Toeschouwers: 22.237 Scheidsrechter: Esa Palsi (EST) |

|                                                                          |                    |       |            |                                                                                 |
| 26 augustus Vriendschappelijk № 635 «onderlinge duels» 19:00 uur (UTC+2) | Zweden             | 1 – 0 | Denemarken | Råsundastadion, Solna Toeschouwers: 15.637 Scheidsrechter: Georges Sandoz (SUI) |
| 26 augustus Vriendschappelijk № 635 «onderlinge duels» 19:00 uur (UTC+2) | Mats Magnusson 88' |       |            | Råsundastadion, Solna Toeschouwers: 15.637 Scheidsrechter: Georges Sandoz (SUI) |

|                                                                              |        |                    |          |                                                                                  |
| 23 september EK 1988 kwalificatie № 636 «onderlinge duels» 19:00 uur (UTC+2) | Zweden | 0 – 1              | Portugal | Råsundastadion, Solna Toeschouwers: 28.916 Scheidsrechter: Valeriy Butenko (URS) |
| 23 september EK 1988 kwalificatie № 636 «onderlinge duels» 19:00 uur (UTC+2) |        | 34' Fernando Gomes |          | Råsundastadion, Solna Toeschouwers: 28.916 Scheidsrechter: Valeriy Butenko (URS) |

|                                                                         |                       |       |                 |                                                                                                  |
| 14 oktober Vriendschappelijk № 637 «onderlinge duels» 20:15 uur (UTC+1) | West-Duitsland        | 1 – 1 | Zweden          | Parkstadion, Gelsenkirchen Toeschouwers: 31.000 Scheidsrechter: Victoriano Sánchez Arminio (ESP) |
| 14 oktober Vriendschappelijk № 637 «onderlinge duels» 20:15 uur (UTC+1) | Pierre Littbarski 17' |       | 62' Glenn Hysén | Parkstadion, Gelsenkirchen Toeschouwers: 31.000 Scheidsrechter: Victoriano Sánchez Arminio (ESP) |

|                                                                             |                                         |       |                   |                                                                                  |
| 14 november EK 1988 kwalificatie № 638 «onderlinge duels» 14:30 uur (UTC+1) | Italië                                  | 2 – 1 | Zweden            | Stadio San Paolo, Napels Toeschouwers: 59.046 Scheidsrechter: Adolf Prokop (DDR) |
| 14 november EK 1988 kwalificatie № 638 «onderlinge duels» 14:30 uur (UTC+1) | Gianluca Vialli 27' Gianluca Vialli 45' |       | 38' Peter Larsson | Stadio San Paolo, Napels Toeschouwers: 59.046 Scheidsrechter: Adolf Prokop (DDR) |

### 1988
|                                                       |     |       |                                                                     |                                                                                              |
| 12 januari Vriendschappelijk № 639 «onderlinge duels» | DDR | 1 – 4 | Zweden                                                              | Estadio de Maspaloma, Maspalomas Toeschouwers: 4.500 Scheidsrechter: Fernando Saavedra (ESP) |
| 12 januari Vriendschappelijk № 639 «onderlinge duels» | ?   |       | 12' Peter Truedsson 54' Jonas Thern 58' Stefan Rehn 76' Jonas Thern | Estadio de Maspaloma, Maspalomas Toeschouwers: 4.500 Scheidsrechter: Fernando Saavedra (ESP) |

|                                                                                  |                 |       |         |                                                                                          |
| 15 januari Vriendschappelijk Maspalomas Tournament 1988 № 640 «onderlinge duels» | Zweden          | 1 – 0 | Finland | Estadio de Maspaloma, Maspalomas Toeschouwers: 4.129 Scheidsrechter: Tomás Jiménez (ESP) |
| 15 januari Vriendschappelijk Maspalomas Tournament 1988 № 640 «onderlinge duels» | Jonas Thern 31' |       |         | Estadio de Maspaloma, Maspalomas Toeschouwers: 4.129 Scheidsrechter: Tomás Jiménez (ESP) |

|                                                                                          |                  |       |                     |                                                                                        |
| 31 maart Vierlandentoernooi 1988 Halve finale № 641 «onderlinge duels» 19:15 uur (UTC+2) | West-Duitsland   | 1 – 1 | Zweden              | Olympiastadion, West-Berlijn Toeschouwers: 23.709 Scheidsrechter: Lajos Hartmann (HUN) |
| 31 maart Vierlandentoernooi 1988 Halve finale № 641 «onderlinge duels» 19:15 uur (UTC+2) | Klaus Allofs 42' |       | 74' Peter Truedsson | Olympiastadion, West-Berlijn Toeschouwers: 23.709 Scheidsrechter: Lajos Hartmann (HUN) |

|                                                                                   |                                       |       |             |                                                                                               |
| 2 april Vierlandentoernooi 1988 Finale № 642 «onderlinge duels» 20:15 uur (UTC+2) | Zweden                                | 2 – 0 | Sovjet-Unie | Olympiastadion, West-Berlijn Toeschouwers: 25.000 Scheidsrechter: Marcel Van Langenhove (BEL) |
| 2 april Vierlandentoernooi 1988 Finale № 642 «onderlinge duels» 20:15 uur (UTC+2) | Hans Eskilsson 52' Hans Holmquist 88' |       |             | Olympiastadion, West-Berlijn Toeschouwers: 25.000 Scheidsrechter: Marcel Van Langenhove (BEL) |

|                                                                       |                                                                              |       |                 |                                                                                |
| 27 april Vriendschappelijk № 643 «onderlinge duels» 19:00 uur (UTC+2) | Zweden                                                                       | 4 – 1 | Joegoslavië     | Råsundastadion, Solna Toeschouwers: 11.656 Scheidsrechter: Gerald Losert (AUT) |
| 27 april Vriendschappelijk № 643 «onderlinge duels» 19:00 uur (UTC+2) | Hans Holmquist 17' Glenn Strömberg 25' Hans Holmquist 55' Hans Eskilsson 66' |       | 27' Glyn Hodges | Råsundastadion, Solna Toeschouwers: 11.656 Scheidsrechter: Gerald Losert (AUT) |

|                                                                     |                       |       |                                                       |                                                                                         |
| 1 juni Vriendschappelijk № 644 «onderlinge duels» 21:30 uur (UTC+2) | Spanje                | 1 – 3 | Zweden                                                | Estadio El Helmántico, Salamanca Toeschouwers: 25.000 Scheidsrechter: Joe Worrall (ENG) |
| 1 juni Vriendschappelijk № 644 «onderlinge duels» 21:30 uur (UTC+2) | Emilio Butragueño 14' |       | 22' Joakim Nilsson 43' Glenn Hysén 48' Mats Magnusson | Estadio El Helmántico, Salamanca Toeschouwers: 25.000 Scheidsrechter: Joe Worrall (ENG) |

|                                                                          |                       |       |                                   |                                                                             |
| 31 augustus Vriendschappelijk № 645 «onderlinge duels» 19:00 uur (UTC+2) | Zweden                | 1 – 2 | Denemarken                        | Råsundastadion, Solna Toeschouwers: 20.528 Scheidsrechter: Esa Palsi (FIN ) |
| 31 augustus Vriendschappelijk № 645 «onderlinge duels» 19:00 uur (UTC+2) | Stefan Pettersson 82' |       | 29' Lars Elstrup 64' Lars Elstrup | Råsundastadion, Solna Toeschouwers: 20.528 Scheidsrechter: Esa Palsi (FIN ) |

|                                                                         |        |       |          |                                                                         |
| 12 oktober Vriendschappelijk № 646 «onderlinge duels» 19:30 uur (UTC+1) | Zweden | 0 – 0 | Portugal | Ullevi, Göteborg Toeschouwers: 10.092 Scheidsrechter: Egil Nervik (NOR) |
| 12 oktober Vriendschappelijk № 646 «onderlinge duels» 19:30 uur (UTC+1) |        |       |          | Ullevi, Göteborg Toeschouwers: 10.092 Scheidsrechter: Egil Nervik (NOR) |

|                                                                            |          |       |        |                                                                                  |
| 19 oktober WK 1990 kwalificatie № 647 «onderlinge duels» 20:00 uur (UTC+1) | Engeland | 0 – 0 | Zweden | Wembley Stadium, Londen Toeschouwers: 65.628 Scheidsrechter: Gérard Biguet (FRA) |
| 19 oktober WK 1990 kwalificatie № 647 «onderlinge duels» 20:00 uur (UTC+1) |          |       |        | Wembley Stadium, Londen Toeschouwers: 65.628 Scheidsrechter: Gérard Biguet (FRA) |

|                                                                            |                |       |                                       |                                                                                     |
| 5 november WK 1990 kwalificatie № 648 «onderlinge duels» 14:30 uur (UTC+1) | Albanië        | 1 – 2 | Zweden                                | Qemal Stafastadion, Tirana Toeschouwers: 10.233 Scheidsrechter: Yusuf Namoğlu (TUR) |
| 5 november WK 1990 kwalificatie № 648 «onderlinge duels» 14:30 uur (UTC+1) | Ylli Shehu 33' |       | 68' Hans Holmquist 71' Johnny Ekström | Qemal Stafastadion, Tirana Toeschouwers: 10.233 Scheidsrechter: Yusuf Namoğlu (TUR) |

### 1989
|                                                                       |       |                                         |        |                                                                                   |
| 26 april Vriendschappelijk № 649 «onderlinge duels» 19:30 uur (UTC+1) | Wales | 0 – 2                                   | Zweden | Racecourse Ground, Wrexham Toeschouwers: 7.292 Scheidsrechter: John Purcell (IRL) |
| 26 april Vriendschappelijk № 649 «onderlinge duels» 19:30 uur (UTC+1) |       | 30' Dennis Schiller 56' Kevin Ratcliffe |        | Racecourse Ground, Wrexham Toeschouwers: 7.292 Scheidsrechter: John Purcell (IRL) |

|                                                                   |                                  |       |                         |                                                                                         |
| 7 mei WK 1990 kwalificatie № 650 «onderlinge duels» 18:00 (UTC+2) | Zweden                           | 2 – 1 | Polen                   | Råsundastadion, Stockholm Toeschouwers: 35.000 Scheidsrechter: Kurt Röthlisberger (SUI) |
| 7 mei WK 1990 kwalificatie № 650 «onderlinge duels» 18:00 (UTC+2) | Roger Ljung 77' Niclas Nylén 90' |       | 87' Ryszard Tarasiewicz | Råsundastadion, Stockholm Toeschouwers: 35.000 Scheidsrechter: Kurt Röthlisberger (SUI) |

|                                                                     |                                     |       |          |                                                                                 |
| 31 mei Vriendschappelijk № 651 «onderlinge duels» 19:00 uur (UTC+2) | Zweden                              | 2 – 0 | Algerije | Eyravallen, Örebro Toeschouwers: 7.501 Scheidsrechter: Kim Milton Nielsen (DEN) |
| 31 mei Vriendschappelijk № 651 «onderlinge duels» 19:00 uur (UTC+2) | Klas Ingesson 33' Klas Ingesson 74' |       |          | Eyravallen, Örebro Toeschouwers: 7.501 Scheidsrechter: Kim Milton Nielsen (DEN) |

| | |       |        |                                                                                  |
| 14 juni Vriendschappelijk 100-jarig jubileumtoernooi Deense voetbalbond № 652 «onderlinge duels» 20:00 uur (UTC+2) | Denemarken | 6 – 0 | Zweden | Idrætsparken, Kopenhagen Toeschouwers: 15.200 Scheidsrechter: Dieter Pauly (FRG) |
| 14 juni Vriendschappelijk 100-jarig jubileumtoernooi Deense voetbalbond № 652 «onderlinge duels» 20:00 uur (UTC+2) | Flemming Povlsen 30' Lars Elstrup 42' Henrik Andersen 63' Jan Bartram 69' Lars Elstrup 73' Michael Laudrup 79' |       |        | Idrætsparken, Kopenhagen Toeschouwers: 15.200 Scheidsrechter: Dieter Pauly (FRG) |

| |               |       |                                        |                                                                                          |
| 16 juni Vriendschappelijk 100-jarig jubileumtoernooi Deense voetbalbond № 653 «onderlinge duels» 20:00 uur (UTC+2) | Brazilië      | 1 – 2 | Zweden                                 | Idrætsparken, Kopenhagen Toeschouwers: 6.700 Scheidsrechter: Henning Lund Sørensen (DEN) |
| 16 juni Vriendschappelijk 100-jarig jubileumtoernooi Deense voetbalbond № 653 «onderlinge duels» 20:00 uur (UTC+2) | Cristóvão 79' |       | 26' Stefan Rehn 48' (pen.) Roger Ljung | Idrætsparken, Kopenhagen Toeschouwers: 6.700 Scheidsrechter: Henning Lund Sørensen (DEN) |

|                                                                      |                                     |       |                                                                               |                                                                            |
| 16 augustus Vriendschappelijk № 654 «onderlinge duels» 19:00 (UTC+2) | Zweden                              | 2 – 4 | Frankrijk                                                                     | Malmö Stadion, Malmö Toeschouwers: 16.619 Scheidsrechter: Zvi Sharir (ISR) |
| 16 augustus Vriendschappelijk № 654 «onderlinge duels» 19:00 (UTC+2) | Jonas Thern 5' Stefan Lindqvist 63' |       | 57' Éric Cantona 61' Jean-Pierre Papin 83' Jean-Pierre Papin 87' Éric Cantona | Malmö Stadion, Malmö Toeschouwers: 16.619 Scheidsrechter: Zvi Sharir (ISR) |

|                                                                             |        |       |          |                                                                                    |
| 6 september WK 1990 kwalificatie № 655 «onderlinge duels» 19:00 uur (UTC+2) | Zweden | 0 – 0 | Engeland | Råsundastadion, Solna Toeschouwers: 38.588 Scheidsrechter: Hubert Forstinger (AUT) |
| 6 september WK 1990 kwalificatie № 655 «onderlinge duels» 19:00 uur (UTC+2) |        |       |          | Råsundastadion, Solna Toeschouwers: 38.588 Scheidsrechter: Hubert Forstinger (AUT) |

|                                                                           |                                                        |       |                        |                                                                               |
| 8 oktober WK 1990 kwalificatie № 656 «onderlinge duels» 15:00 uur (UTC+1) | Zweden                                                 | 3 – 1 | Albanië                | Råsundastadion, Solna Toeschouwers: 32.423 Scheidsrechter: Alder Santos (POR) |
| 8 oktober WK 1990 kwalificatie № 656 «onderlinge duels» 15:00 uur (UTC+1) | Mats Magnusson 20' Klas Ingesson 55' Leif Engqvist 89' |       | 8' (pen.) Sokol Kushta | Råsundastadion, Solna Toeschouwers: 32.423 Scheidsrechter: Alder Santos (POR) |

|                                                                        |       |                                            |        |                                                                                  |
| 25 oktober WK 1990 kwalificatie № 657 «onderlinge duels» 17:00 (UTC+1) | Polen | 0 – 2                                      | Zweden | Śląskistadion, Chorzów Toeschouwers: 12.000 Scheidsrechter: Wieland Ziller (GDR) |
| 25 oktober WK 1990 kwalificatie № 657 «onderlinge duels» 17:00 (UTC+1) |       | 35' (pen.) Peter Larsson 60' Johny Ekström |        | Śląskistadion, Chorzów Toeschouwers: 12.000 Scheidsrechter: Wieland Ziller (GDR) |

CONMEBOL: Bolivia · Chili  · Colombia · Ecuador · Uruguay

UEFA: Albanië · België · Bulgarije · Cyprus · Denemarken · West-Duitsland · Duitse Democratische Republiek · Engeland · Faeröer · Finland · Frankrijk · Griekenland · Hongarije · IJsland · Ierland · Israël · Italië · Joegoslavië ·  Liechtenstein · Luxemburg · Malta · Nederland · Noord-Ierland · Noorwegen · Oostenrijk · Polen · Portugal · Roemenië · San Marino · Schotland ·  Sovjet-Unie ·  Spanje · Tsjecho-Slowakije · Turkije · Wales ·  Zweden · Zwitserland

CAF: Madagaskar

SvFF · A-internationals · Selecties · Bondscoaches · Zweeds vrouwenelftal · Olympisch elftal · Zweden U21 · Zweden U20 · Zweden U19 · Zweden U18 · Zweden U17 · Zweden U16 · Vrouwen U17
1908 – 1919 ·
1920 – 1929 ·
1930 – 1939 ·
1940 – 1949 ·
1950 – 1959 ·
1960 – 1969 ·
1970 – 1979 ·
1980 – 1989 ·
1990 – 1999 ·
2000 – 2009 ·
2010 – 2019 ·
2020 − 2029
EK 1960 · 
EK 1964 · 
EK 1968 · 
EK 1972 · 
EK 1976 · 
EK 1980 · 
EK 1984 · 
EK 1988 · 
EK 1992 ·
EK 1996 · 
EK 2000 ·
EK 2004 ·
EK 2008 ·
EK 2012 · 
EK 2016 · 
EK 2020
WK 1930 · 
WK 1934 ·
WK 1938 ·
WK 1950 ·
WK 1954 · 
WK 1958 ·
WK 1962 · 
WK 1966 · 
WK 1970 ·
WK 1974 ·
WK 1978 ·
WK 1982 · 
WK 1986 · 
WK 1990 ·
WK 1994 ·
WK 1998 · 
WK 2002 ·
WK 2006 ·
WK 2010 · 
WK 2014 · 
WK 2018
OS 1908 · 
OS 1912 · 
OS 1920 · 
OS 1924 · 
OS 1928 · 
OS 1932 · 
OS 1936 · 
OS 1948 · 
OS 1952 · 
OS 1956 · 
OS 1964 · 
OS 1968 · 
OS 1972 · 
OS 1976 · 
OS 1980 · 
OS 1984 · 
OS 1988 · 
OS 1992 · 
OS 1996 · 
OS 2000 · 
OS 2004 · 
OS 2008 · 
OS 2012 · 
OS 2016
1908 · 
1909 · 
1910 · 
1911 · 
1912 · 
1913 · 
1914 · 
1915 · 
1916 · 
1917 · 
1918 · 
1919 · 
1920 · 
1921 · 
1922 · 
1923 · 
1924 · 
1925 · 
1926 · 
1927 · 
1928 · 
1929 · 
1930 · 
1931 · 
1932 · 
1933 · 
1934 · 
1935 · 
1936 · 
1937 · 
1938 · 
1939 · 
1940 ·
1941 ·
1942 ·
1943 ·
1944  ·
1945 · 
1946 · 
1947 · 
1948 · 
1949 · 
1950 · 
1952 · 
1952 · 
1953 · 
1954 · 
1955 · 
1956 · 
1957 · 
1958 · 
1959 ·
1960 · 
1961 · 
1962 · 
1963 · 
1964 · 
1965 · 
1966 · 
1967 · 
1968 · 
1969 ·
1970 · 
1971 · 
1972 · 
1973 · 
1974 · 
1975 · 
1976 · 
1977 · 
1978 · 
1979 ·
1980 · 
1981 · 
1982 · 
1983 · 
1984 · 
1985 · 
1986 · 
1987 · 
1988 · 
1989 · 
1990 · 
1991 · 
1992 · 
1993 · 
1994 · 
1995 · 
1996 · 
1997 · 
1998 · 
1999 · 
2000 · 
2001 · 
2002 · 
2003 · 
2004 · 
2005 · 
2006 · 
2007 · 
2008 · 
2009 · 
2010 · 
2011 · 
2012 · 
2013 · 
2014 · 
2015 · 
2016 · 
2017 · 
2018 ·
2019 ·
2020 ·
2021
Albanië ·
Algerije ·
Argentinië ·
Armenië ·
Australië ·
Azerbeidzjan ·
Bahrein ·
Barbados ·
België ·
Bosnië en Herzegovina ·
Botswana ·
Brazilië ·
Bulgarije ·
Chili ·
China ·
Colombia ·
Costa Rica ·
Cuba ·
Cyprus ·
DDR ·
Denemarken ·
Duitsland ·
Ecuador ·
Egypte ·
Engeland ·
Estland ·
Faeröer ·
Finland ·
Frankrijk ·
Georgië ·
Griekenland ·
Hongarije ·
Ierland ·
IJsland ·
Iran ·
Israël ·
Italië ·
Ivoorkust ·
Jamaica ·
Japan ·
Joegoslavië ·
Jordanië ·
Kameroen ·
Kazachstan ·
Kosovo ·
Kroatië ·
Letland ·
Liechtenstein ·
Litouwen ·
Luxemburg ·
Maleisië ·
Malta ·
Mexico ·
Moldavië ·
Montenegro ·
Nederland ·
Nieuw-Zeeland ·
Nigeria ·
Noord-Ierland ·
Noord-Korea ·
Noord-Macedonië ·
Noorwegen ·
Oekraïne ·
Oezbekistan ·
Oman ·
Oostenrijk ·
Paraguay ·
Peru ·
Polen ·
Portugal ·
Qatar ·
Roemenië ·
Rusland ·
San Marino ·
Saoedi-Arabië ·
Schotland ·
Senegal ·
Servië ·
Singapore ·
Slovenië ·
Slowakije ·
Sovjet-Unie ·
Spanje ·
Syrië ·
Thailand ·
Trinidad en Tobago ·
Tsjechië ·
Tsjecho-Slowakije ·
Tunesië ·
Turkije ·
Uruguay ·
Venezuela ·
Verenigde Arabische Emiraten ·
Verenigde Staten ·
Verenigd Koninkrijk ·
Wales ·
Wit-Rusland ·
Zuid-Afrika ·
Zuid-Korea ·
Zwitserland
Brazilië (1958) ·
Duitsland (2006) ·
Duitsland (2018) ·
Engeland (2006) ·
Engeland (2012) ·
Engeland (2018) ·
Frankrijk (2012) ·
Griekenland (2008) ·
Ierland (2016) ·
Italië (2016) ·
Mexico (2018) ·
Oekraïne (2012) ·
Oekraïne (2021) ·
Paraguay (2006) ·
Polen (2021) ·
Rusland (2008) ·
Slowakije (2021) ·
Spanje (2008) ·
Spanje (2021) ·
Trinidad en Tobago (2006) ·
Zuid-Korea (2018) ·
Zwitserland (2018)